# フェイス・レオン
フェイス・レオン（Faith Leon、 1985年3月20日 - ）は、アメリカ合衆国のポルノ女優。ノースカロライナ州ウェインズビル出身。

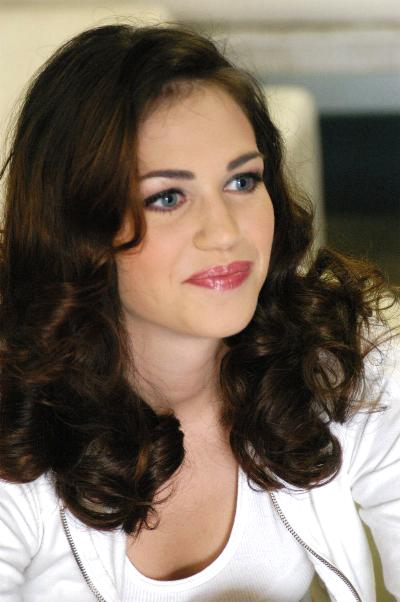
フェイス・レオン